# Praia da Claridade
Pour les articles homonymes, voir Claridade.

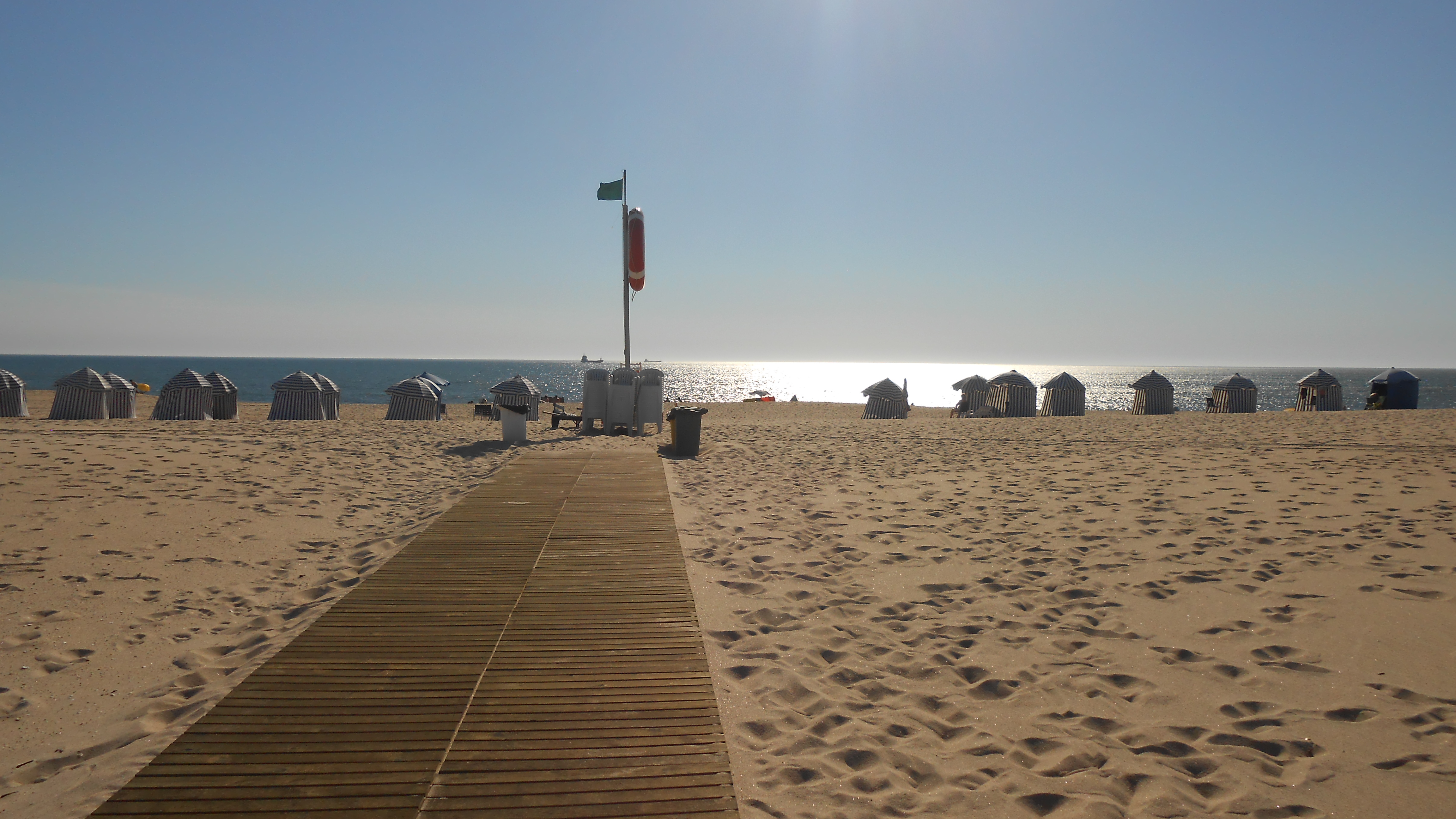
Praia da Claridade, au niveau de la tour de l'Horloge

La praia da Claridade (littéralement « plage de la Clarté ») est une plage de sable de Figueira da Foz (Portugal), sur le littoral Atlantique connu sous le nom de Costa da Prata (Côte d'Argent). Elle jouit d'une luminosité remarquable qui lui a valu son nom.

## Description
Longue de 2 km, sur 400 m de largeur en moyenne, la praia da Claridade s'étend au nord de l'embouchure du Mondego. Elle est bordée sur toute sa longueur par l'avenida Brasil et l'avenida 25 de Abril.

## Activités
La plage est recherchée par les baigneurs depuis le XIXe siècle. Elle accueille plusieurs évènements sportifs ou festifs d'importance, dont:
- le Mundialito, tournoi international annuel de football de plage, s'y est tenu de 1997 à 2004[2] ;
- le RFM Somnii, festival de musique électronique, s'y tient depuis 2012, à proximité de la tour de l'Horloge.